# Aleksandr Merkúriev
Aleksandr Sergueyévich Merkúriev (en ruso: Алекса́ндр Сергее́вич Мерку́рьев, Leningrado, Unión Soviética, 25 de septiembre de 1955) es un matemático ruso-estadounidense, conocido por sus contribuciones al campo del álgebra. Es profesor en la Universidad de California en Los Ángeles.

## Trabajo
El trabajo de Merkúriev se centra en grupos algebraicos, formas cuadráticas, cohomología de Galois, teoría K algebraica y álgebras simples centrales. A principios de los años 1980, Merkúriev demostró un resultado fundamental sobre la estructura de las álgebras simples centrales de periodo divisor de 2 que relaciona la 2-torsión  del grupo de Brauer con la teoría K de Milnor. En trabajos posteriores con Suslin pudo extender el resultado a torsión mayor en el teorema de Merkúriev-Suslin.
A finales de la década de 1990, Merkúriev dio la aproximación más general a la noción de dimensión esencial, introducida por Buhler y Reichstein, y realizó contribuciones fundamentales a dicho campo. En particular, determinó la p-dimensión esencial de álgebras simples centrales de grado {\displaystyle p^{2}} (para p primo) y, junto con Karpenko, la dimensión esencial de los p-grupos finitos.

## Premios
Merkúriev ganó el Premio al Joven Matemático de la Sociedad Matemática de San Petersburgo en 1982 por su trabajo en teoría K algebraica. En 1986 fue ponente invitado en el Congreso Internacional de Matemáticos en Berkeley, Estados Unidos, con una charla titulada «Teoría K de Milnor y cohomología de Galois». En 1995 ganó el Premio Humboldt, un premio internacional entregado a académicos ampliamente reconocidos. Merkúriev dio una charla plenaria en el 2.º Congreso Europeo de Matemáticas en Budapest, Hungría, en 1996. En 2012 ganó el Premio Cole en Álgebra por su trabajo en la dimensión esencial de grupos.
En 2015 se publicó un volumen especial de Documenta Mathematica en honor del 60 cumpleaños de Merkúriev.

## Obras

### Monografías
- Max-Albert Knus, Aleksandr Merkúriev, Markus Rost, Jean-Pierre Tignol (1998). The book of involutions, American Mathematical Society. ISBN 0-8218-0904-0[9]
- Skip Garibaldi, Jean-Pierre Serre, Aleksandr Merkúriev (2003). Cohomological Invariants in Galois Cohomology, American Mathematical Society. ISBN 0-8218-3287-5[10]
- Richard Elman, Nikita Karpenko, Aleksandr Merkúriev (2008). Algebraic and geometric theory of quadratic forms, American Mathematical Society. ISBN 978-0-8218-4329-1[11]